# Pinus vallartensis

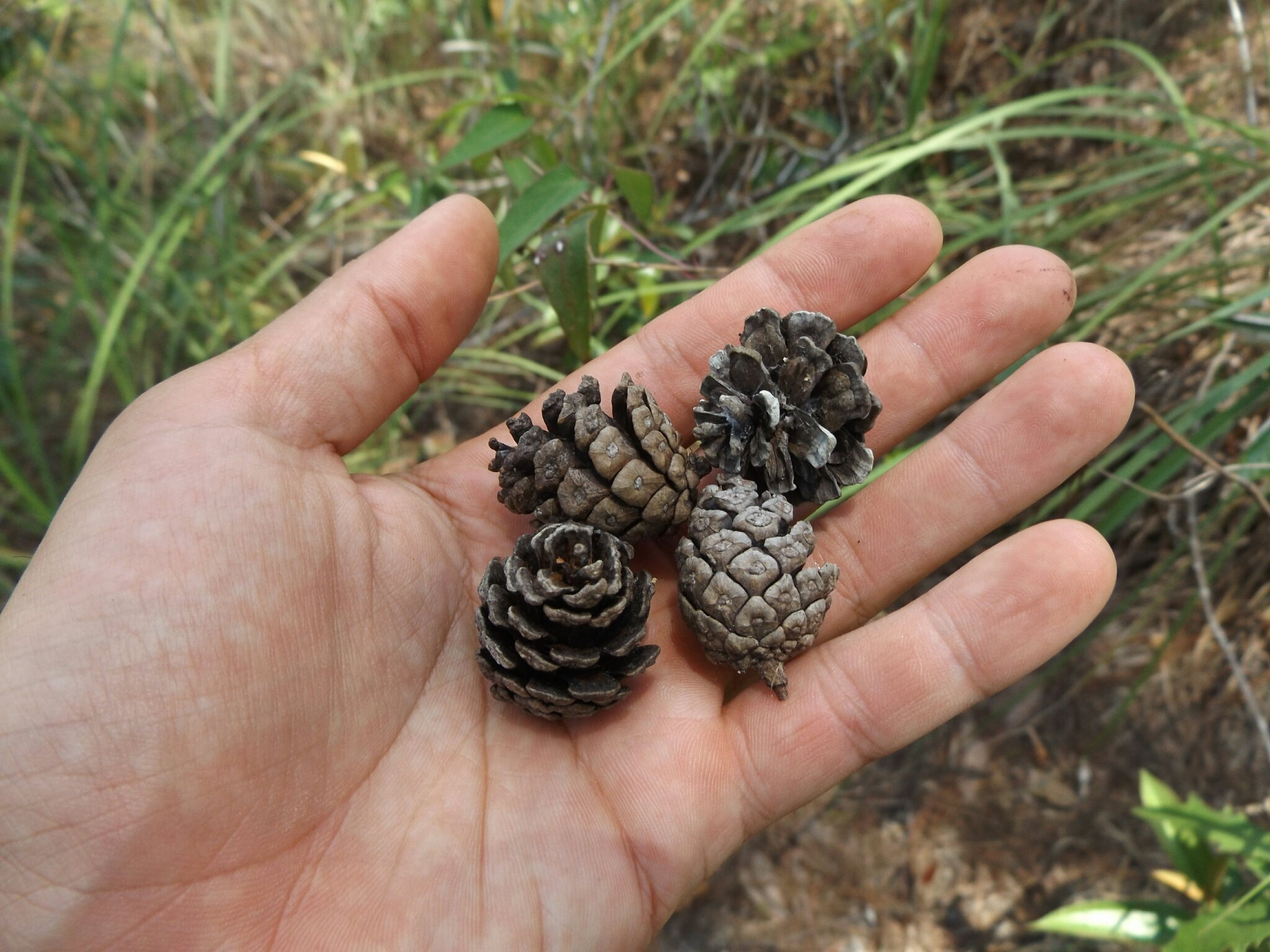
Зрілі шишки

Pinus vallartensis — вид хвойних дерев середнього розміру родини соснових. Вид був описаний Пересом де ла Росою та Девідом С. Гернандтом у 2017 році. Він належить до Pinus subsect. Australes.

## Опис
Pinus vallartensis досягає в середньому 8–12 м висоти і діаметра на рівні грудей 30–50 см. Має широку відкриту крону, яка становить 25% або більше середньої висоти виду. Кора товщиною 2–4 см, у формі прямокутних пластинок від червоно-бурого до сірого. Хвоя (листя) зібрана в пучки по 3–5, довжиною 17–20 см, світло-зеленого відтінку. Шишки довжиною 2.5–3.5 см, жовто-коричневого кольору. Насіння довжиною 5.3–7.3 мм, забарвленням від темно-коричневого до жовто-коричневого. Щорічне запилення відбувається протягом частини квітня та вересня, а насіння розсіюється протягом березня та квітня.